# Temelucha curtipetiolata
Temelucha curtipetiolata är en stekelart som beskrevs av Dasch 1979. Temelucha curtipetiolata ingår i släktet Temelucha och familjen brokparasitsteklar. Inga underarter finns listade i Catalogue of Life.